# فيليب روك
فيليب روك (بالإنجليزية: Phillip Rock)‏ هو كاتب سيناريو وكاتب أمريكي، ولد في 30 يوليو 1927، وتوفي في 3 أبريل 2004.

## وصلات خارجية
- فيليب روك على موقع IMDb (الإنجليزية)
- فيليب روك على موقع قاعدة بيانات الفيلم (الإنجليزية)